# Arna
Arna é um gênero de traça pertencente à família Arctiidae.